# ユキちゃん (モーモールルギャバンのアルバム)
ユキちゃんは日本のロックバンド、モーモールルギャバンの3枚目の自主制作盤CD-R。

## 解説
- ギタリストのホワイト (白井雄一朗) が参加した唯一の作品。
- オムニバスCD-R『Songs For "Donca3!!"』には、同編成による「彼と彼女の日常[注 1]」が収録されている[1]。

## 収録曲
1. クソまみれの僕ら (4:31)
『モーモールル・℃・ギャバーノ』で再録音されている。
2. ユキちゃん (4:35)
『モーモールルギャバン』収録曲の再録音版、『野口、久津川で爆死』で再度再録音されている。
PVが作製されている。
3. 最後の青春パンク (4:53)
『モーモールル・℃・ギャバーノ』で再録音されている。
4. 頭がクサいと君に言われ5日ぶりに風呂に入った (4:42)
『モーモールル・℃・ギャバーノ』で再録音されている。

（作詞・作曲：モーモールルギャバン）

## 参加メンバー
- ヤジマッツ (矢島剛) ：ドラム/ヴォーカル (#1, #2, #3, #4)
- 白井”ホワイト”雄一朗 (白井雄一朗) ：ギター/コーラス/Pro Tools
- 〇りん (丸山知秀) ：ベース
- ユーchang (尾家祐子) ：キーボード/コーラス